# Pamiętnik Andrzeja Kondratiuka
Pamiętnik Andrzeja Kondratiuka – film Andrzeja Kondratiuka zrealizowany w 2006 będący jego osobistym podsumowaniem życia i kariery.

## Obsada
- Andrzej Kondratiuk
- Iga Cembrzyńska
- Paweł Piotrowski

## Opis
Ostatni film Kondratiuka stanowiący bardzo osobistą refleksję nad życiem i przemijaniem. Reżyser zrealizował go w 2006; już po tym gdy wiosną 2005 doznał rozległego udaru mózgu. Opisuje swoje zmagania z ciężką chorobą, wraca wspomnieniami do czasu gdy był zdrowy. Dokument jest przeplatany archiwalnymi nagraniami z Gzowa, a także fragmentami poprzednich filmów reżysera (Gwiezdny pył czy Wrzeciono czasu).